# Зеленорощинська сільська рада (Ребріхинський район)
Зеленоро́щинська сільська рада (рос. Зелёнорощинский сельский совет) — сільське поселення у складі Ребріхинського району Алтайського краю Росії.
Адміністративний центр — село Зелена Роща.

## Населення
Населення — 763 особи (2019; 948 в 2010, 1083 у 2002).

## Склад
До складу сільської ради входять:
| Населений пункт   | Населення, осіб (2002) | Населення, осіб (2010) |
| ----------------- | ---------------------- | ---------------------- |
| Дальній, селище   | 100                    | 99                     |
| Зелена Роща, село | 598                    | 546                    |
| Ключевка, селище  | 188                    | 171                    |
| Орел, селище      | 197                    | 132                    |